# Condado de Haywood (Tennessee)
El condado de Haywood (en inglés: Haywood County, Tennessee), fundado en 1823, es uno de los 95 condados del estado estadounidense de Tennessee. En el año 2000 tenía una población de 19.797 habitantes con una densidad poblacional de 14 personas por km². La sede del condado es Brownsville.

## Geografía
Según la Oficina del Censo, el condado tiene un área total de 1383 km² (534 mi²), de la cual 1381 km² (533,2 mi²) es tierra y 2 km² (0,8 mi²) es agua.

### Condados adyacentes
- Condado de Crockett norte
- Condado de Madison este
- Condado de Hardeman sureste
- Condado de Fayette sur
- Condado de Tipton oeste
- Condado de Lauderdale noroeste

### Área Nacional protegidas
- Hatchie Refugio de Vida Silvestre Nacional

## Demografía
En el 2000 la renta per cápita promedia del condado era de $27,671, y el ingreso promedio para una familia era de $32,597. El ingreso per cápita para el condado era de $14,669. En 2000 los hombres tenían un ingreso per cápita de $27,333 contra $21,361 para las mujeres. Alrededor del 19.50% de la población estaba bajo el umbral de pobreza nacional.

## Lugares

### Ciudades y pueblos
- Brownsville
- Stanton
- Belle Eagle

### Comunidades no incorporadas
- Nutbush
- Belle Eagle